# 충칭 톨 타워
충칭 톨 타워는 중화인민공화국 충칭에 보류중인 마천루이다.